# Comuna Crevedia, Dâmbovița
Crevedia este o comună în județul Dâmbovița, Muntenia, România, formată din satele Cocani, Crevedia (reședința), Dârza, Mânăstirea și Samurcași. Comuna se află la limita cu județul Ilfov, și este traversată de șoseaua națională DN1A care leagă București de Ploiești prin Buftea și este deservită pe calea ferată de halta Dârza, de pe linia București–Ploiești.
La sfârșitul secolului al XIX-lea, comuna Crevedia făcea parte din plasa Snagov a județului Ilfov și era formată din satele Crevedia de Sus, Crevedia de Jos, Cocani și Dârza, cu 1272 de locuitori ce trăiau în 324 de case. În comună funcționau trei biserici, la Crevedia de Jos, Cocani și Dârza, și o școală mixtă cu 34 de elevi (dintre care 8 fete).
În 1925, comuna Crevedia era arondată plășii Buftea-Bucoveni a aceluiași județ și avea în compunere satele Crevedia de Jos, Crevedia de Sus și Dârza, cu o populație totală de 1544 de locuitori.
În 1950, ea a fost transferată raionului Răcari din regiunea București. În același timp a fost desființată comuna Crețulești și satele Crețulești-Mânăstirea și Crețulești-Sarmurcași au fost incluse în comuna Crevedia, fiind redenumite Mânăstirea și Samurcași. În același timp localitatea Crețulești-Fălcoianu a fost desființată și inclusă în localitatea Crevedia. În 1968, a revenit la județul Ilfov, reînființat și a căpătat actuala componență. Această situație s-a păstrat până în 1981, când, după o reorganizare administrativă a zonei, a fost transferată județului Dâmbovița.
În 26 august 2023, au avut loc exploziile de la Crevedia.

## Demografie
Componența etnică a comunei Crevedia
     Români (87,86%)
     Alte etnii (0,42%)
     Necunoscută (11,72%)
Componența confesională a comunei Crevedia
     Ortodocși (84,07%)
     Alte religii (2,72%)
     Necunoscută (13,21%)
Conform recensământului efectuat în 2021, populația comunei Crevedia se ridică la 8.811 locuitori, în creștere față de recensământul anterior din 2011, când fuseseră înregistrați 7.750 de locuitori. Majoritatea locuitorilor sunt români (87,86%), iar pentru 11,72% nu se cunoaște apartenența etnică. Din punct de vedere confesional, majoritatea locuitorilor sunt ortodocși (84,07%), iar pentru 13,21% nu se cunoaște apartenența confesională.

## Politică și administrație
Comuna Crevedia este administrată de un primar și un consiliu local compus din 15 consilieri. Primarul, Florin Petre[*], de la Partidul Social Democrat, este în funcție din 2016. Începând cu alegerile locale din 2024, consiliul local are următoarea componență pe partide politice:
|  | Partid                          | Consilieri | Componența Consiliului | Componența Consiliului | Componența Consiliului | Componența Consiliului | Componența Consiliului | Componența Consiliului | Componența Consiliului |
|  | ------------------------------- | ---------- | ---------------------- | ---------------------- | ---------------------- | ---------------------- | ---------------------- | ---------------------- | ---------------------- |
|  | Partidul Social Democrat        | 7          |                        |                        |                        |                        |                        |                        |                        |
|  | Partidul Național Liberal       | 5          |                        |                        |                        |                        |                        |                        |                        |
|  | Alianța Dreapta Unită           | 2          |                        |                        |                        |                        |                        |                        |                        |
|  | Alianța pentru Unirea Românilor | 1          |                        |                        |                        |                        |                        |                        |                        |